# آرتور بتز (بازیکن فوتبال، زاده ۱۸۸۶)
آرتور بتز (انگلیسی: Arthur Betts; ۲ ژانویهٔ ۱۸۸۶ – ۱۹۶۷) بازیکن فوتبال اهل بریتانیا بود.
از باشگاه‌هایی که در آن بازی کرده‌است می‌توان به باشگاه فوتبال نیوکاسل یونایتد، باشگاه فوتبال دربی کانتی، باشگاه فوتبال هال سیتی، باشگاه فوتبال اسکانتورپ یونایتد، باشگاه فوتبال گینزبورو ترینیتی و باشگاه فوتبال واتفورد اشاره کرد.